# San Pablo de Barva
San Pablo es el tercer distrito del cantón de Barva, en la provincia de Heredia, de Costa Rica.

## Geografía
San Pablo cuenta con un área de 6,83 km² y una altitud media de 1300 m s. n. m.

## Demografía
Para el año 2022, San Pablo cuenta con una población estimada de 9537 habitantes, y para el último censo efectuado, en 2011, San Pablo contaba con una población de 8319 habitantes.

## Localidades
- Barrios: Cementerio, Ibís.
- Poblados: Buenavista.

## Transporte

### Carreteras
Al distrito lo atraviesan las siguientes rutas nacionales de carretera:
- Ruta nacional 113
- Ruta nacional 114
- Ruta nacional 126
- Ruta nacional 128
- Ruta nacional 502